# Heathrow Connect
| \| \| \| Paddington \| \| \| \| Ealing Broadway \| \| \| \| West Ealing \| \| \| \| Hanwell \| \| \| \| Southall \| \| \| \| Hayes & Harlington \| \| \| \| Heathrow Central \| \| \| \| Heathrow Terminal 4 \| |  |                     |                     |
| Kopfbahnhof Streckenanfang |  | Paddington          | Paddington          |
| Bahnhof |  | Ealing Broadway     | Ealing Broadway     |
| Bahnhof |  | West Ealing         | West Ealing         |
| Bahnhof |  | Hanwell             | Hanwell             |
| Bahnhof |  | Southall            | Southall            |
| Bahnhof |  | Hayes & Harlington  | Hayes & Harlington  |
| Bahnhof |  | Heathrow Central    | Heathrow Central    |
| Kopfbahnhof Streckenende |  | Heathrow Terminal 4 | Heathrow Terminal 4 |

Heathrow Connect war der Name einer Zugverbindung zwischen dem Flughafen London Heathrow und dem Bahnhof Paddington im Zentrum von London. Sie verkehrte mit Triebwagen der Britischen Klasse 360 auf derselben Route wie der Heathrow Express, jedoch mit mehr Zwischenhalten. Im Mai 2018 wurde Heathrow Connect von TfL Rail, dem Vorlaufbetrieb der Elizabeth Line abgelöst.

## Geschichte
Im Jahr 1998 wurde die Flughafenbahn Heathrow Express vom Flughafen London Heathrow zum Bahnhof Paddington eröffnet.
Heathrow Connect nahm am 13. Juni 2005 als Joint Venture zwischen der Bahngesellschaft First Great Western und dem Flughafenbetreiber BAA Limited den Betrieb auf. Das Angebot richtete sich ursprünglich primär an die Angestellten von BAA sowie den Einwohnern der westlichen Stadtteile Londons. Erstere erhalten mit ihrem Mitarbeiterausweis eine Ermäßigung auf den Fahrpreis; bei Touristen war das Angebot zunächst weniger bekannt. Heathrow Connect wird zwischenzeitlich jedoch auch als günstigere aber langsamere Alternative zum Heathrow Express beworben.
Um die Kapazität zu erhöhen, wurden 2008 die bis dato vierteiligen Zugeinheiten um jeweils einen Wagen verlängert. Im Mai 2018 wurden die Heathrow-Connect-Verbindungen durch TfL Rail abgelöst, seit Mai 2022 sind diese Teil der Elizabeth Line.

## Angebot
Die Züge des Heathrow Connect verkehrten im 30-Minuten-Takt und hielten nach der Abfahrt in Paddington in Ealing Broadway, West Ealing (sonntags geschlossen), Hanwell (sonntags geschlossen), Southall, Hayes & Harlington, Heathrow Terminals 2 & 3 sowie Heathrow Terminal 4 vv., für die Weiterfahrt zum Terminal 5 ist die Benutzung des Heathrow Express erforderlich.
Die Fahrt zwischen dem Bahnhof der Terminals 2 & 3 und Terminal 4 ist kostenfrei. Die Travelcard ist nur auf dem Teilstück zwischen Paddington und Hayes & Harlington gültig. Für die Weiterfahrt zum Flughafen wird ein Aufschlag fällig.

## Rollmaterial
| Baureihe             | Bild | Typ                  | Vmax     | Personen- wagen | Anzahl | Sitz Layout | Baujahr   |
| -------------------- | ---- | -------------------- | -------- | --------------- | ------ | ----------- | --------- |
| Britische Klasse 360 |      | Triebwagen (Elektro) | 161 km/h | 5               | 5      | 2+3         | 2004–2005 |
| Britische Klasse 360 |      |                      |          |                 |        |             |           |